# Österbro, Halmstad

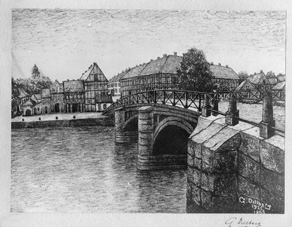
Tidigare bro, 1866. Teckning av Gustaf Dillberg, 1925.

Österbro är en bro över Nissan i Halmstad, vilken ligger i Brogatans förlängning. Eftersom Brogatan endast är öppen för bussar och behörig biltrafik, utgörs motortrafiken över Österbro till stor del av bussar. Österbro är den äldsta - och fram till senare  delen av 1800-talet den enda - bron som leder till Halmstads historiska stadskärna.
Den nuvarande bron invigdes 1971. Den ersatte en tidigare bro som byggts 1908, men broförbindelse fanns dock på samma plats i en eller annan form sedan åtminstone 1600-talet.
Bron var fram till 1956, då Slottsbron invigdes, Halmstads enda fordonsbro över Nissan. Den ledde då också fram till 1958 trafiken på Riksväg 2 genom staden, vidare till Stora Torg och norrut på Storgatan och genom Norre Port.
Längre tillbaka i historien har också en Västerbro funnits i Halmstad, i andra änden av Brogatan. Denna gick över den vallgrav som låg i nuvarande Karl XI:s vägs sträckning.

## Bildgalleri

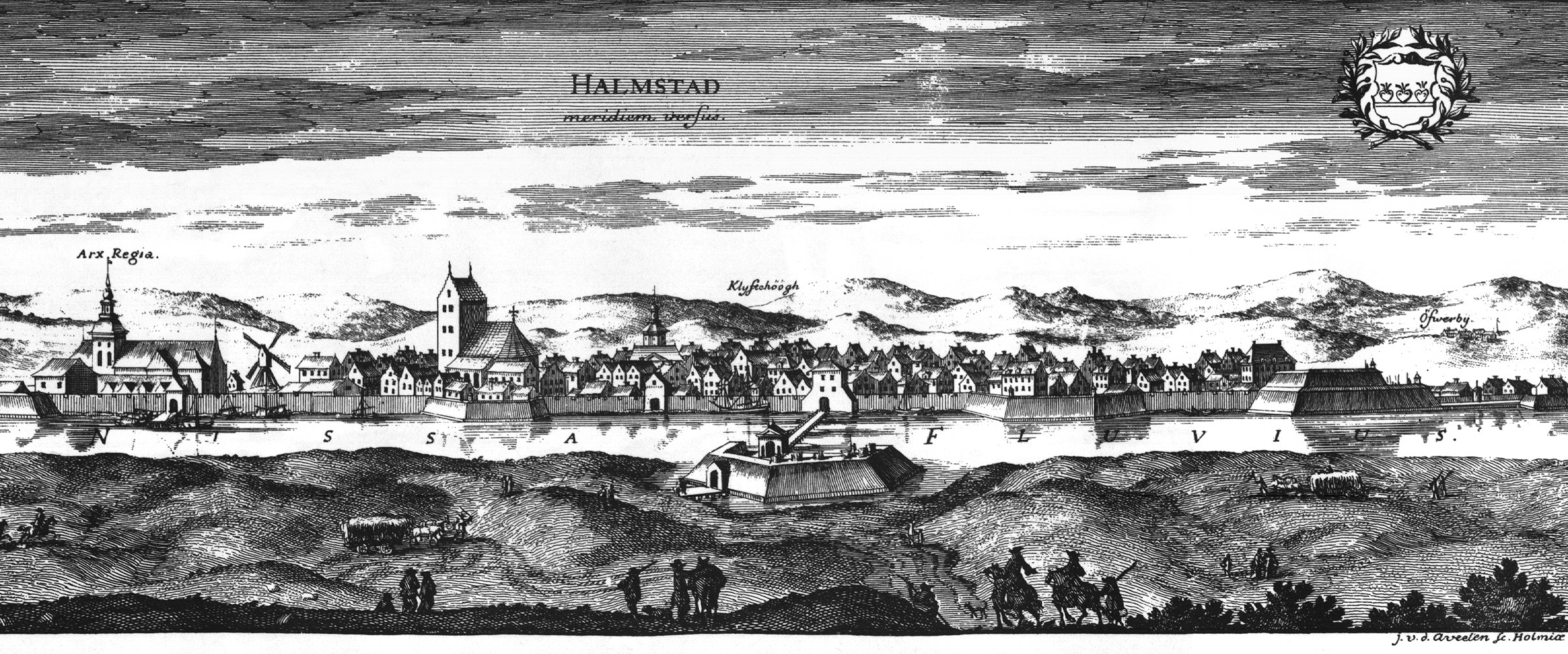
Österbro, 1710
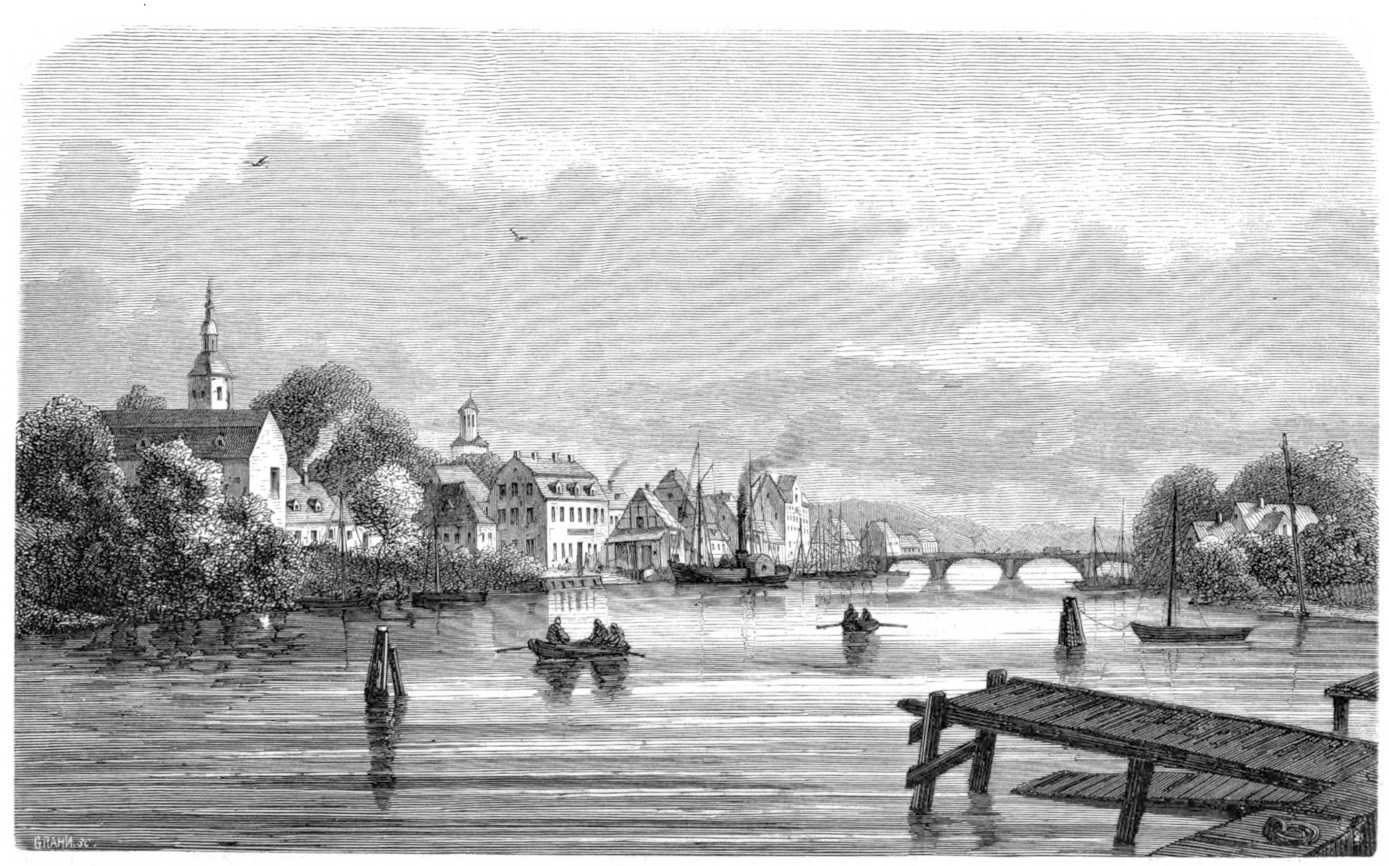
Nissan sedd uppströms, med Österbro i fonden, 1866
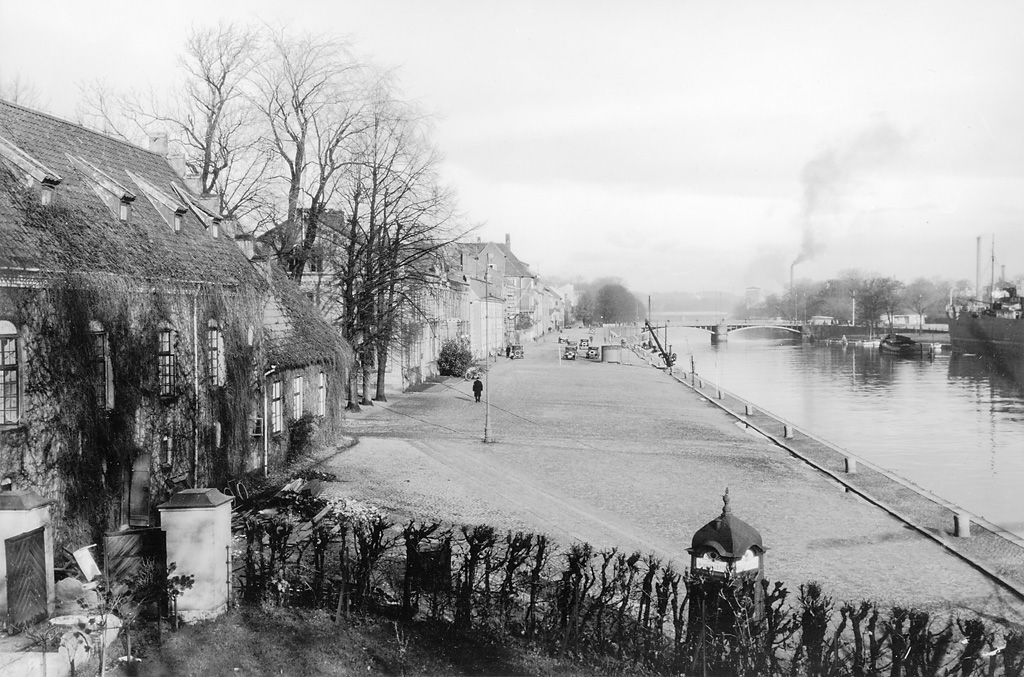
Hamngatan med Österbro, 1920-tal
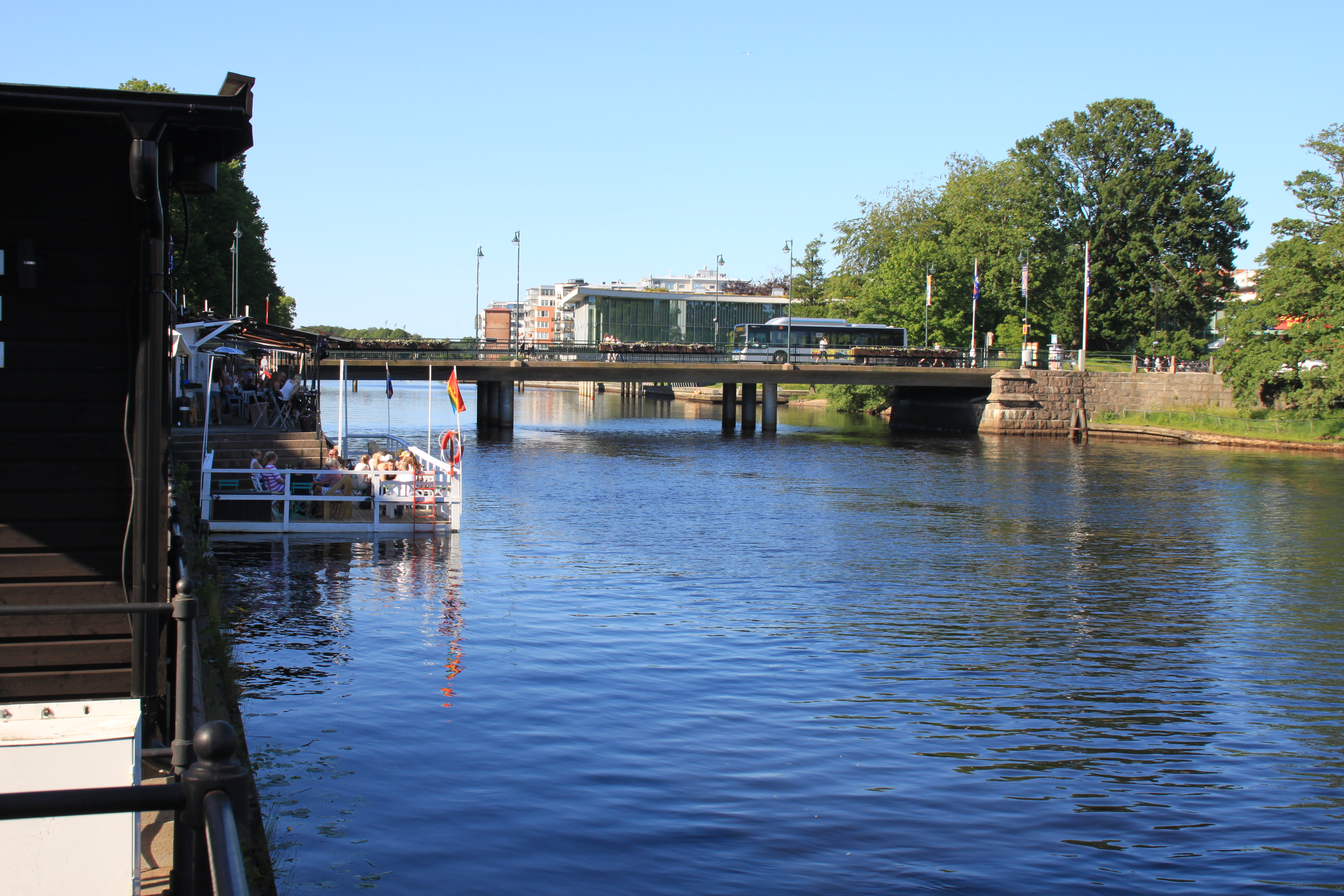
Österbro, 2015